# Anabel Acosta Islas
Anabel Acosta Islas (Ciudad Obregón, Sonora, 9 de agosto de 1980) es una política mexicana, anteriormente miembro del Partido Revolucionario Institucional (PRI) y actual del partido Movimiento Regeneración Nacional (Morena). Ha sido senadora y es diputada federal para el periodo de 2024 a 2027.

## Biografía
Es ingeniera Industrial y de Sistemas y maestra en Administración egresada del Instituto Tecnológico de Sonora (ITSON), y cuenta con estudios de diplomado en Responsabilidad Social Empresarial por el Instituto Tecnológico y de Estudios Superiores de Monterrey (ITESM).
Inicio su carrera política en el PRI del municipio de Cajeme, Sonora, donde ocupó los cargos de secretaria de gestión social en el Frente Juvenil Revolucionario, secretaria de Organización de la Juventud Popular de la Confederación Nacional de Organizaciones Populares (CNOP), en 2003 coordinadora de jóvenes universitarios en campañas del PRI, en 2005 cecretaria de vinculación del sur de Sonora en el comité estatal del partido, en 2006 coordinadora de las mujeres en campaña electoral, en 2007 secretaria de vinculación del PRI con profesionistas de la CNOP, en 2009 coordinadora de la promoción del voto con redes universitarias, y en 2012 coordinadora de la campaña del Senado en el sur de Sonora.
En las elecciones federales de 2012 fue postulada candidata de la coalición Compromiso por México formada por el PRI y el Partido Verde Ecologista de México (PVEM) a senadora suplente por Sonora en primera fórmula, siendo la propietaria Claudia Pavlovich Arellano. Resultaron elegidas para las Legislaturas LXII y LXIII que concluirían en 2018. Claudia Pavlovich solicitó licencia al cargo el 20 de enero de 2015 para ser candidata del PRI a gobernadora de Sonora en las elecciones de ese año y el 3 de febrero siguiente Anabel Acosta rindió protesta como su suplente, tras el triunfo de Pablovich para la gubernatura, permaneció en el cargo. En el Senado fue secretaria de las comisiones de Anticorrupción y Participación Ciudadana; de Desarrollo Municipal; y, de Población y Desarrollo; así como  integrante de las comisiones de Comunicaciones y Transportes; de Juventud y Deporte; de Salud; de Turismo; Para la Igualdad de Género; de Relaciones Exteriores, y, de Organismos No Gubernamentales.
Mediante licencia, se separó de la senaduría entre el 25 de enero y el 7 de febrero de 2018, al ser postulada candidata de la coalición Todos por México a diputada federal por el Distrito 6 de Sonora en las elecciones de ese año. Quedó en segundo lugar, recibiendo el 21.97% de los votos, frente al 53.39% del candidato de la coalición Juntos Haremos Historia Javier Lamarque Cano. En las elecciones estatales de 2021 fue candidata de la coalición Va por Sonora formada por el PRI, el Partido Acción Nacional (PAN) y el Partido de la Revolución Democrática (PRD) a la presidencia municipal de Cajeme; no logró el trunfo que correspondió a su competidor de Morena, nuevamente Lamarque Cano, habiendo recibido el 18.43% de los votos, frente al 37.06% del ganador. Pero resultó elegida regidora del mismo ayuntamiento para el periodo de 2021 a 2024.
Se encontraba en el este cargo, cuando en 2022 anunció su renuncia al PRI, e incorporación a Morena. En las elecciones de 2024 fue postulada nuevamentr a diputada federal por el Distrito 6, pero en esta ocasión por la coalición Sigamos Haciendo Historia, y resultó triunfadora con el 66.93% de los votos, contra el 19.62% de su opositor Eduardo Flores Moreno de la coalición Fuerza y Corazón por México. En la LXVI Legislatura se integró en el grupo parlamentario del Partido Verde Ecologista de México (PVEM) y ocupa los cargos de secretaria de la comisión de Deporte; e integrante de las comisiones de Ciencia, Tecnología e Innovación; y, de Energía.